# 카빈다주

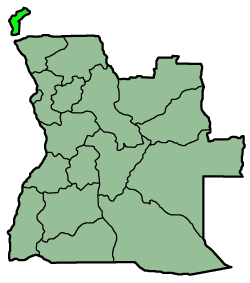
카빈다주

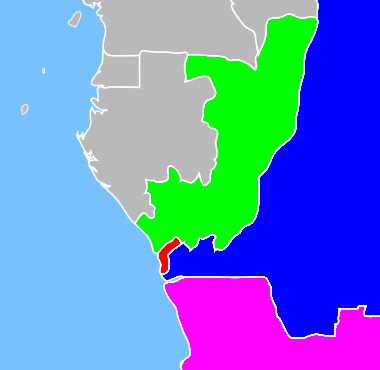
카빈다주
콩고 공화국
콩고 민주 공화국
앙골라

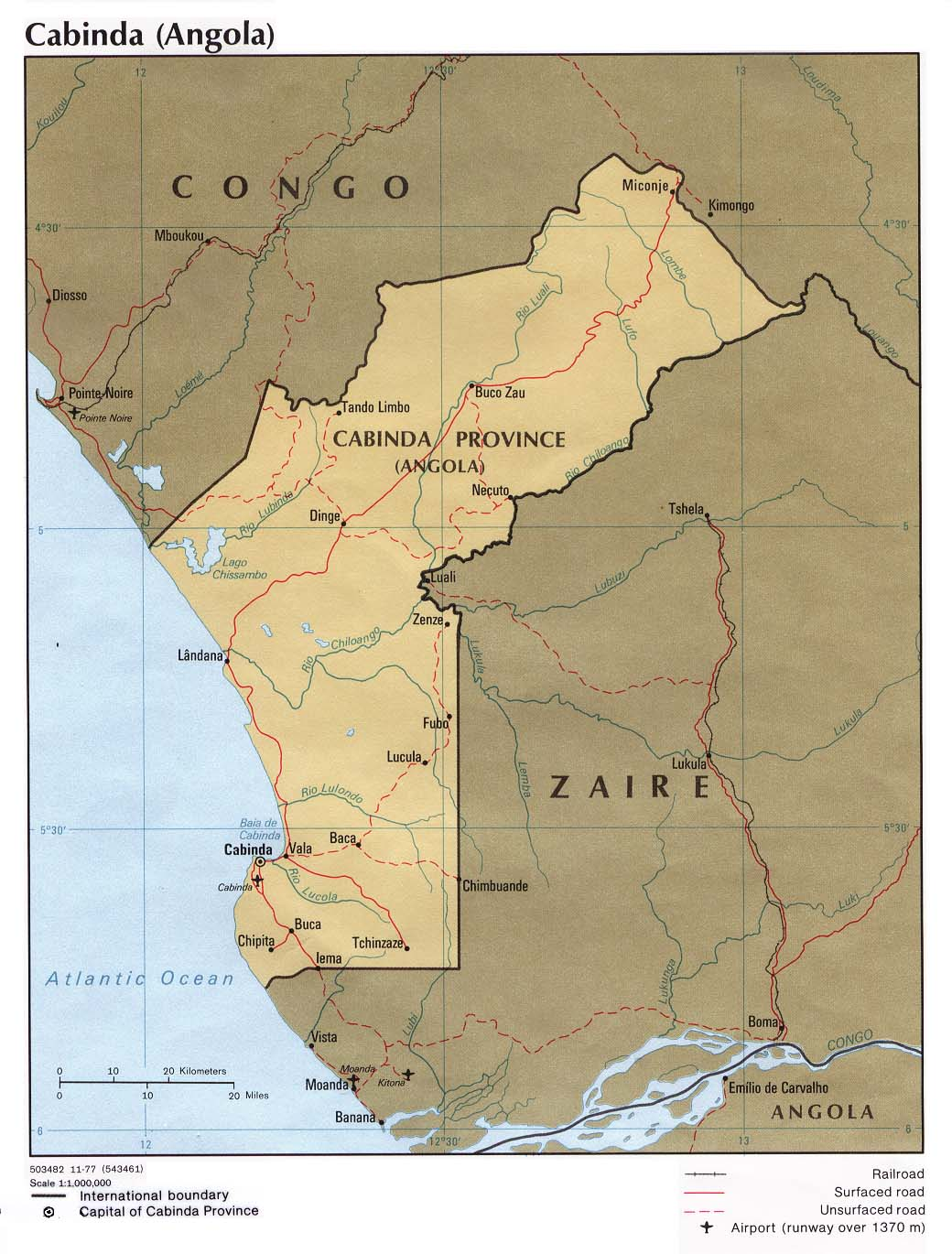
카빈다주 (1977년 지도)

카빈다주의 기

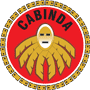
카빈다주의 문장

카빈다주(Cabinda)는 앙골라의 주로, 콩고 민주 공화국을 사이에 두고 서로 떨어져 있는 월경지이다. 주도는 카빈다이며 면적은 7,823km2, 인구는 357,576명(2006년 기준)이다. 북쪽으로는 콩고 공화국, 서쪽으로는 대서양과 접한다. 석유가 많이 생산된다.
응고요 왕국이 1885년에 이 지역의 영토적 통합성을 보전하는 조건으로 시물람부코 조약을 맺어 포르투갈의 식민지가 되었고 70년여간은 앙골라와 별개의 식민지로 통치되었는데, 1956년에 포르투갈 제국이 주민의 동의 없이 앙골라에 편입시켰다. 이에 앙골라를 지지하지 않는 주민들은 이것은 무효라며 카빈다인의 자결권을 위해 항쟁하고 있다. 앙골라의 독립 당시 카빈다 공화국을 세웠으나 앙골라군에 의해 진압되어, 망명정부를 세웠고 카빈다에서도 카빈다 분쟁이라는 항쟁이 일어나고 있다.